# Десна (модуль)
БМ-7 «Десна» — український дистанційно керований універсальний бойовий модуль для легких бойових броньованих машин і катерів. Модуль має на озброєнні 30-мм гармату ЗТМ-1 або ЗТМ-2, 7,62-мм спарений кулемет КТ-7,62, 30-мм автоматичний гранатомет АГ-17 і протитанкове кероване озброєння.

## Матеріали
- «Бойовий модуль БМ-7 "Десна"»[1] // Ukrainian Military Pages
- «Боевой модуль "Десна"»[2] // eizvestia.com